# Censos de Colombia
Los censos de Colombia son los conteos y la caracterización de todos los habitantes, viviendas y hogares que se realizan en el territorio nacional. Los censos de población en Colombia se realizan desde la época colonial. La entidad que realiza el censo en Colombia desde 1951 es el Departamento Administrativo Nacional de Estadística (DANE). En 2018 se realizó el XVIII Censo Nacional de Población y VII de Vivienda.

## Población
El conteo de población en los censos efectuados en Colombia totaliza los siguientes habitantes: datos valiosos 
| Censos    | Censos                         | Censos                                     | Censos             | Censos     | Censos |
| Año       | Fecha                          | Nombre oficial                             | Población nacional | Notas      |        |
| --------- | ------------------------------ | ------------------------------------------ | ------------------ | ---------- | ------ |
| 1770-1771 | 1770-1771                      | -                                          | 507 209            | [ nota 1 ] |        |
| 1777-1778 | 1777-1778                      | -                                          | 747 641            | [ nota 1 ] |        |
| 1825      | 1825                           | I Censo de Población                       | 2 583 799          | [ nota 2 ] |        |
| 1835      | 1835                           | II Censo de Población                      | 1 687 109          | -          |        |
| 1843      | 1843                           | III Censo de Población                     | 1 932 279          | -          |        |
| 1851      | 1851                           | IV Censo de Población                      | 2 243 730          | -          |        |
| 1864      | 1864                           | V Censo de Población                       | 2 441 300          | -          |        |
| 1870      | 1870                           | VI Censo de Población                      | 2 681 637          | -          |        |
| 1905      | 15 de junio de 1905            | VII Censo de Población                     | 4 533 777          | -          |        |
| 1912      | 5 de marzo de 1912             | VIII Censo de Población                    | 5 472 604          | -          |        |
| 1918      | 14 de octubre de 1918          | IX Censo de Población                      | 5 855 077          | -          |        |
| 1928      | 17 de noviembre de 1928        | X Censo de Población                       | 7 851 110          | -          |        |
| 1938      | 5 de julio de 1938             | XI Censo de Población                      | 8 697 041          | [ nota 3 ] |        |
| 1951      | 9 de mayo de 1951              | XII Censo de Población y I de Vivienda     | 11 548 172         | -          |        |
| 1964      | 15 de julio de 1964            | XIII Censo de Población y II de Vivienda   | 17 484 510         | -          |        |
| 1973      | 24 de octubre de 1973          | XIV Censo de Población y III de Vivienda   | 20 666 920         | -          |        |
| 1985      | 22 de octubre de 1985          | XV Censo de Población y IV de Vivienda     | 27 853 432         | -          |        |
| 1993      | 24 de octubre de 1993          | XVI Censo de Población y V de Vivienda     | 33 109 839         | -          |        |
| 2005      | 22 de mayo de 2005             | XVII Censo de Población y VI de Vivienda   | 41 468 384         | -          |        |
| 2018      | 9 de enero-30 de junio de 2018 | XVIII Censo de Población y VII de Vivienda | 48.258.494         | [ nota 4 ] |        |

| Gráfica Histórica de la Evolución Demográfica de Colombia según los Censos de Población |
| --------------------------------------------------------------------------------------- |
|                                                                                         |

## Etnografía

### Periodo colonial
| Grupos étnicos de Colombia (1772)                 | Grupos étnicos de Colombia (1772) | Grupos étnicos de Colombia (1772) | Grupos étnicos de Colombia (1772) | Grupos étnicos de Colombia (1772) |
| ------------------------------------------------- | --------------------------------- | --------------------------------- | --------------------------------- | --------------------------------- |
| Etnia                                             | Etnia                             |                                   | Porcentaje                        | Porcentaje                        |
| Mezcla de razas                                   | Mezcla de razas                   |                                   | 52.1 %                            | 52.1 %                            |
| Indios                                            | Indios                            |                                   | 21.2 %                            | 21.2 %                            |
| Blancos                                           | Blancos                           |                                   | 19.0 %                            | 19.0 %                            |
| Negros                                            | Negros                            |                                   | 7.7 %                             | 7.7 %                             |
| Fuente: Antioquia en la época de la independencia |                                   |                                   |                                   |                                   |

En 1580 la población del Nuevo Reino de Granada estaba compuesta por 800 000 indígenas tributarios, 15 000 esclavos negros y 10 000 peninsulares.
En 1650 los indígenas eran 600 000, frente a 60 000 esclavos negros, 50 000 españoles, 20 000 mulatos y 20 000 mestizos.
En 1772 el territorio del Virreinato de la Nueva Granada estaba habitado por 353 435 mestizos, 143 800 indios, 129 279 blancos y 51 999 negros.

### sigloXIX
De acuerdo al censo de 1851, la distribución racial en la Nueva Granada era la siguiente:
| Estado        | Blancos | Indios | Negros | Mestizos | Mulatos | Zambos |
| ------------- | ------- | ------ | ------ | -------- | ------- | ------ |
| Antioquia     | 20,5%   | 2,9%   | 3,7%   | 42,2%    | 29,5%   | 1,2%   |
| Bolívar       | 13,9%   | 5,5%   | 5,5%   | 25,3%    | 22,0%   | 28,0%  |
| Boyacá        | 3,0%    | 38,4%  | 0,7%   | 48,1%    | 4,7%    | 5,1%   |
| Cauca         | 19,4%   | 7,9%   | 13,0%  | 37,3%    | 21,8%   | 0,6%   |
| Cundinamarca  | 24,5%   | 29,4%  | 0,3%   | 45,0%    | 0,6%    | 0,3%   |
| Magdalena     | 6,7%    | 10,7%  | 6,7%   | 26,7%    | 29,3%   | 20,0%  |
| Panamá        | 10,1%   | 5,8%   | 3,6%   | 65,2%    | 7,2%    | 8,0%   |
| Santander     | 24,1%   | 0,0%   | 0,3%   | 75,0%    | 0,6%    | 0,3%   |
| Tolima        | 17,4%   | 15,8%  | 1,6%   | 48,9%    | 15,8%   | 0,5%   |
| Nueva Granada | 17,0%   | 13,8%  | 3,8%   | 47,6%    | 13,1%   | 4,7%   |

| Grupos étnicos de Colombia (1852)                                          | Grupos étnicos de Colombia (1852) | Grupos étnicos de Colombia (1852) | Grupos étnicos de Colombia (1852) | Grupos étnicos de Colombia (1852) |
| -------------------------------------------------------------------------- | --------------------------------- | --------------------------------- | --------------------------------- | --------------------------------- |
| Etnia                                                                      | Etnia                             |                                   | Porcentaje                        | Porcentaje                        |
| Mestizos                                                                   | Mestizos                          |                                   | 42.3 %                            | 42.3 %                            |
| Blancos                                                                    | Blancos                           |                                   | 19.0 %                            | 19.0 %                            |
| Indios                                                                     | Indios                            |                                   | 17.8 %                            | 17.8 %                            |
| Mulatos                                                                    | Mulatos                           |                                   | 11.8 %                            | 11.8 %                            |
| Zambos                                                                     | Zambos                            |                                   | 4.2 %                             | 4.2 %                             |
| Negros                                                                     | Negros                            |                                   | 3.4 %                             | 3.4 %                             |
| Cuarterones                                                                | Cuarterones                       |                                   | 1.5 %                             | 1.5 %                             |
| Fuente: Memoria sobre la geografía, física y política, de la Nueva Granada |                                   |                                   |                                   |                                   |

Según Tomas Cipriano de Mosquera, en 1852 la población colombiana estaba compuesta por 2.363.054 personas, clasificados de la siguiente manera:
- Mestizos: 998.997
- Blancos: 450.003
- Indios: 421.000
- Mulatos: 283.000
- Zambos: 100.000
- Negros: 80.000
- Cuarterones: 30.054

### sigloXX
En el censo de 1912, la población se auto identificó de la forma que sigue:
| Estado             | Blancos | Negros | Indios | Mezcla de razas |
| ------------------ | ------- | ------ | ------ | --------------- |
| Antioquia          | 34,5%   | 18,3%  | 2,2%   | 45,0%           |
| Atlántico          | 21,1%   | 11,5%  | 4,9%   | 62,6%           |
| Bolívar            | 19,6%   | 21,0%  | 10,3%  | 49,1%           |
| Boyacá             | 25,8%   | 0,0%   | 8,0%   | 66,2%           |
| Caldas             | 36,9%   | 5,0%   | 2,3%   | 55,8%           |
| Cauca              | 25,3%   | 19,8%  | 34,5%  | 20,4%           |
| Cundinamarca       | 47,5%   | 3,5%   | 5,1%   | 43,9%           |
| Valle del Cauca    | 48,2%   | 13,7%  | 3,9%   | 34,2%           |
| Huila              | 29,7%   | 3,9%   | 8,5%   | 57,8%           |
| Nariño             | 45,4%   | 7,7%   | 26,3%  | 20,5%           |
| Norte de Santander | 43,4%   | 6,0%   | 0,3%   | 50,2%           |
| Santander          | 40,0%   | 2,2%   | 0,8%   | 57,0%           |
| Tolima             | 25,1%   | 5,0%   | 8,8%   | 61,0%           |
| Colombia           | 34,4%   | 10,0%  | 6,3%   | 49,2%           |

*No se reportaron datos étnicos para el departamento de Magdalena.
| Grupos étnicos de Colombia (1965) | Grupos étnicos de Colombia (1965) | Grupos étnicos de Colombia (1965) | Grupos étnicos de Colombia (1965) | Grupos étnicos de Colombia (1965) |
| --------------------------------- | --------------------------------- | --------------------------------- | --------------------------------- | --------------------------------- |
| Etnia                             | Etnia                             |                                   | Porcentaje                        | Porcentaje                        |
| Mestizos                          | Mestizos                          |                                   | 58.0 %                            | 58.0 %                            |
| Blancos                           | Blancos                           |                                   | 20.0 %                            | 20.0 %                            |
| Mulatos                           | Mulatos                           |                                   | 14.0 %                            | 14.0 %                            |
| Negros                            | Negros                            |                                   | 4.0 %                             | 4.0 %                             |
| Zambos                            | Zambos                            |                                   | 3.0 %                             | 3.0 %                             |
| Amerindios                        | Amerindios                        |                                   | 1.0 %                             | 1.0 %                             |
| Fuente: Atlas de Colombia         |                                   |                                   |                                   |                                   |

Según el Atlas de Colombia publicado por el Instituto Geográfico Agustín Codazzi en 1965, el 58% de la población colombiana era mestiza, el 20% blanca, el 14% mulata, el 4% negra, el 3% zamba y el 1% indígena.

### Censo 1993
| Censo 1993                                    | Censo 1993             | Censo 1993 | Censo 1993 | Censo 1993 |
| --------------------------------------------- | ---------------------- | ---------- | ---------- | ---------- |
| Etnia                                         | Etnia                  |            | Porcentaje | Porcentaje |
| Sin pertenencia étnica                        | Sin pertenencia étnica |            | 96.87 %    | 96.87 %    |
| Indígenas                                     | Indígenas              |            | 1.61 %     | 1.61 %     |
| Afrocolombianos                               | Afrocolombianos        |            | 1.52 %     | 1.52 %     |
| Fuente: Departamento Nacional de Estadísticas |                        |            |            |            |

En el censo de 1993 se pidió a los participantes que se auto identificaran como indígenas o afrocolombianos, arrojando unos resultados 1.61% y 1.52%, respectivamente.

### Censo de 2005
De acuerdo al censo llevado a cabo por el Departamento Administrativo Nacional de Estadística (DANE), en 2005 la población se auto identificó de la siguiente manera.
| Censo 2005                                    | Censo 2005             | Censo 2005 | Censo 2005 | Censo 2005 |
| --------------------------------------------- | ---------------------- | ---------- | ---------- | ---------- |
| Etnia                                         | Etnia                  |            | Porcentaje | Porcentaje |
| Sin pertenencia étnica                        | Sin pertenencia étnica |            | 85.94 %    | 85.94 %    |
| Afrocolombianos                               | Afrocolombianos        |            | 10.62 %    | 10.62 %    |
| Indígenas                                     | Indígenas              |            | 3.43 %     | 3.43 %     |
| Gitanos                                       | Gitanos                |            | 0.01 %     | 0.01 %     |
| Fuente: Departamento Nacional de Estadísticas |                        |            |            |            |

- Sin pertenencia étnica: 34.898.170
- Afrocolombiano: 4.311.757
- Indígena: 1.392.623
- Gitano: 4.858

### Censo de 2018
De acuerdo al censo llevado a cabo por el Departamento Administrativo Nacional de Estadística (DANE), en 2018 la población se auto identificó de la siguiente manera.
| Censo 2021                                     | Censo 2021                                     | Censo 2021 | Censo 2021 | Censo 2021 |
| ---------------------------------------------- | ---------------------------------------------- | ---------- | ---------- | ---------- |
| Etnia                                          | Etnia                                          |            | Porcentaje | Porcentaje |
| Sin pertenencia étnica                         | Sin pertenencia étnica                         |            | 87.58 %    | 87.58 %    |
| Negro, mulato,afrodescendiente, afrocolombiano | Negro, mulato,afrodescendiente, afrocolombiano |            | 6.68 %     | 6.68 %     |
| Indígenas                                      | Indígenas                                      |            | 4.31 %     | 4.31 %     |
| Sin respuesta                                  | Sin respuesta                                  |            | 1.35 %     | 1.35 %     |
| Raizal                                         | Raizal                                         |            | 0.06 %     | 0.06 %     |
| Palenquero                                     | Palenquero                                     |            | 0.02 %     | 0.02 %     |
| Gitanos                                        | Gitanos                                        |            | 0.01 %     | 0.01 %     |
| Fuente: Departamento Nacional de Estadísticas  |                                                |            |            |            |

- Sin pertenencia étnica: 38.678.341
- Negro, mulato, afrodescendiente, afrocolombiano: 2.950.072
- Indígena: 1.905.617
- Sin respuesta: 595.586
- Raizal: 25.515
- Palenquero: 6.637
- Gitano: 2.649